# جامعة ميريلاند (كوليج بارك)
جامعة ميريلاند (بالإنجليزية: University of Maryland, College Park)‏، هي جامعة أبحاث عامة تقع في كوليج بارك، الولايات المتحدة والتي تقع في مقاطعة برنس جورج في ولاية ماريلاند. تبعد تقريبا 7 كم عن العاصمة واشنطن. تم تأسيسها في عام 1856 لتكون الجامعة الرئيسة في منظومة جامعات ماريلاند. ينظم لها سنويا قرابة 37,000 طالب في أكثر من 100 تخصص في مرحلة البكالوريوس وأكثر من 120 برنامج للدراسات العليا. مما يجعل ماريلاند أكبر جامعة في ولاية ماريلاند والمناطق المجاورة لواشنطن العاصمة. هي عضوه في رابطة الجامعات الأمريكية وتتنافس رياضيا في Big Ten Confererence.
نتيجة للقرب من لعاصمة، كونت الجامعة شراكات عديدة مع الحكومة الفيدرالية. فيحصل العديد من أعضاء هيئة التدريس دعم مادي للأبحاث والتعليم من منظمات عديدة مثل معاهد الصحة الوطنية وناسا والمعهد الوطني للمعايير والتكنولوجيا ووزارة الأمن الداخلي.
أنشأت الجامعة كرسي أنور السادات للسلام والتنمية، يتولى أستاذيته الدكتور شبلي تلحمي.
قُدرت الميزانية التشغيلية للجامعة في عام 2009 ب1.531 مليار دولار. وفي السنة نفسها تلقت الجامعة 518 مليون دولار لدعم الأبحاث، والذي فاق ما تلقته الجامعة في 2008 ب 118 مليون دولار. وحتى منتصف عام 2012 تخطى ما تلقته الجامعة عن طريق حملتها «الآمال الكبيرة» 950 مليون دولار من التبرعات الخاصة.

## الروابط الخارجية
- جامعة ميريلاند على موقع IMDb (الإنجليزية)
- جامعة ميريلاند على موقع الموسوعة البريطانية (الإنجليزية)

1. ↑  ، الخط الزمني لماريلاند نسخة محفوظة 26 فبراير 2017 على موقع واي باك مشين.
2. 1 2  نظام بيانات التعليم ما بعد الثانوي المتكامل، QID:Q6042926
3. ↑   https://orcid.org/members/001G00000209fXuIAI-university-of-maryland. {{استشهاد ويب}}: |url= بحاجة لعنوان (مساعدة) والوسيط |title= غير موجود أو فارغ (من ويكي بيانات) (مساعدة)
4. ↑   https://web.archive.org/web/20231020113811/https://orcid.org/members. اطلع عليه بتاريخ 2023-10-20. {{استشهاد ويب}}: |url= بحاجة لعنوان (مساعدة) والوسيط |title= غير موجود أو فارغ (من ويكي بيانات) (مساعدة)
5. ↑   https://umdrightnow.umd.edu/news/university-maryland-joins-big-10-conference. اطلع عليه بتاريخ 2019-07-02. {{استشهاد ويب}}: |url= بحاجة لعنوان (مساعدة) والوسيط |title= غير موجود أو فارغ (من ويكي بيانات) (مساعدة)
6. ↑  "Our Members : Tier 2" (بالإنجليزية). Archived from the original on 2021-11-29. Retrieved 2022-01-09.
7. ↑   https://web.archive.org/web/20240116123311/https://www.aau.edu/sites/default/files/AAU-Files/Who-We-Are/AAU%20Member%20Universities%20listed%20by%20year_updated%202023.pdf. {{استشهاد ويب}}: |url= بحاجة لعنوان (مساعدة) والوسيط |title= غير موجود أو فارغ (من ويكي بيانات) (مساعدة)
8. ↑   https://www.aau.edu/who-we-are/our-members. اطلع عليه بتاريخ 2024-01-16. {{استشهاد ويب}}: |url= بحاجة لعنوان (مساعدة) والوسيط |title= غير موجود أو فارغ (من ويكي بيانات) (مساعدة)
9. ↑   https://web.archive.org/web/20240120080233/https://acememberdirectory.azurewebsites.net/. اطلع عليه بتاريخ 2024-01-20. {{استشهاد ويب}}: |url= بحاجة لعنوان (مساعدة) والوسيط |title= غير موجود أو فارغ (من ويكي بيانات) (مساعدة)
10. ↑   https://web.archive.org/web/20240227092307/https://www.cni.org/about-cni/membership/members. اطلع عليه بتاريخ 2024-02-27. {{استشهاد ويب}}: |url= بحاجة لعنوان (مساعدة) والوسيط |title= غير موجود أو فارغ (من ويكي بيانات) (مساعدة)
11. ↑   https://web.archive.org/web/20240313141124/https://ndsa.org/membership/members/. اطلع عليه بتاريخ 2024-03-13. {{استشهاد ويب}}: |url= بحاجة لعنوان (مساعدة) والوسيط |title= غير موجود أو فارغ (من ويكي بيانات) (مساعدة)
12. ↑  "University Visual Identity". University of Maryland. 22 مارس 2015. مؤرشف من الأصل في 2017-04-28. اطلع عليه بتاريخ 2015-03-22.

- الموقع الرسمي
- Official Athletics website نسخة محفوظة 23 يوليو 2008 على موقع واي باك مشين.